# ذنب الجدي
ذنب الجدي أو دلتا الجدي Delta Capricorni اسمه التقليدي Deneb Algedi مشتق من الاسم العربي. وهو نجم متعدد في كوكبة الجدي يبعد حوالي 39 سنة ضوئية عن الكوكبة. النجم الرئيسي هو نجم عملاق أبيض. وبما أنه قريب من مسير الشمس من الممكن أن يحتجب بالقمر أو الكواكب.
يتألف هذا النظام النجمي من أربع نجوم ينتمي النجم الرئيسي إلى الفئة الطيفية A .

## النظام النجمي
ذنب الجدي نظام نجمي ثنائي مماثل لرأس الغول، مع فترة مدارية تقدر بـ 1.022768 يوم وميله قريب من خط الأفق عن الأرض. ذروة القوة البصرية لهذا الزوج هو 2.81. أثناء كسوف النجم الابتدائي يضعف القدر بنسبة 0.24. عندما يكسف النجم الثانوي النجم الاولي تنخفض القدرة البصرية بنحو 0.09.
النجم الاولي هو ذنب الجدي A، له تصنيف نجمي A7m III. يشير إلى أنه نجم عملاقة استنفد الهيدروجين في نواته. وبشكل أكثر تحديدا، أصبح نجم معدني (نجم إيه إم) له تركيبة كيميائية غريبة مع طيفي kA5hF0mF2 III وفقا لنظام MK المنقح. يشير هذا انه نجم يطابق درجة حرارة نوع A5، ونوع طيفية الهيدروجين يطابق F0 ، وخطه الطيفي يشابه نجوم نوع F2 .
في الماضي كان يشتبه أنه متغير دلتا Scuti، وهو أمر نادر للنجوم المعدنية. وجهت تساؤلات عن التصنيف في عام 1994 ورجح على أنه متغير لا بطبيعة النجم. وبالمقارنة مع الشمس، النجم الاولي لديه ضعف الكتلة وضعف نصف قطر. يدور بسرعة 105 كم ق-1. (معدل الدوران متزامن مع الفترة المدارية.) لاحظ أنه من غير المعتاد لنجم معدني يمتلك سرعة دوران عالية. الغلاف الخارجي للنجم يشع بدرجة حرارة فعالة قدرها 7301 كلفن، يعطيه توهج أبيض لنجم نوع-A. أما النجم الثانوي نوعه G أو K يمتلك حوالي 90٪ من كتلة الشمس.